# Не тот человек (фильм, 1993)
«Не тот человек» (англ. The Wrong Man) — американский кинофильм 1993 года режиссёра Джима МакБрайда.

## Сюжет
Молодой матрос с американского судна, сделавшего остановку в мексиканском порту, с помощью местного пьяницы нашёл себе юную проститутку. На одну ночь. Но, не успев приступить к главному развлечению, обнаружил, что у него пропали деньги. Прибежав к пьянице, застал его умирающим.
И вот уже слышны крики соседей, звук полицейской сирены, даже стук собственного сердца. Моряк «сделал ноги», полиция — за ним. В разгар погони он спрятался в чьей-то машине, стоявшей около магазина. И через несколько минут познакомился со своими соотечественниками — супружеской парой — пожилым Филлипом и молодой сексуальной Мисси, как раз намеревавшейся возвращаться из Мексики на родину.
Между тремя людьми завязываются весьма непростые отношения…

## В ролях
- Розанна Аркетт — Мисси Миллс
- Джон Литгоу — Филипп Миллс
- Эрнесто Лагуардия — детектив Ортега
- Кевин Андерсон — Алекс Уолкер
- Роберт Харпер — Феликс Краули